# Orlando Magic 2004-2005
La stagione NBA 2004-2005 fu la 16ª stagione della storia degli Orlando Magic che si concluse con un record di 36 vittorie e 46 sconfitte nella regular season, il 3º posto nell'Southeast Division e il 10º posto della Eastern Conference.
Con un record di 31 vittorie e 33 sconfitte Johnny Davis fu sostituito fino al termine della stagione con Chris Jent.
La squadra non riuscì a qualificarsi per i playoff del 2004.

## Draft
| Giro | Scelta | Giocatore                             | Posizione  | Nazionalità | Università/Club     |
| ---- | ------ | ------------------------------------- | ---------- | ----------- | ------------------- |
| 1    | 1      | Dwight Howard                         | centro     | Stati Uniti | SACA                |
| 2    | 30     | Anderson Varejão (ceduto a Cleveland) | ala grande | Brasile     | Barcellona (Spagna) |
| 2    | 36     | Antonio Burks                         | playmaker  | Stati Uniti | Memphis             |

## Regular season
| Squadra            | V  | P  | %    | GB |
| ------------------ | -- | -- | ---- | -- |
| Miami Heat         | 59 | 23 | 72,0 | -  |
| Washington Wizards | 45 | 37 | 54,9 | 14 |
| Orlando Magic      | 36 | 46 | 43,9 | 23 |
| Charlotte Bobcats  | 18 | 64 | 22,0 | 41 |
| Atlanta Hawks      | 13 | 69 | 15,9 | 46 |

## Play-off
Non qualificata

## Roster
| N° | Naz.                   | Ruolo | Sportivo          | Anno | Alt. | Peso |
| -- | ---------------------- | ----- | ----------------- | ---- | ---- | ---- |
| 1  | Stati Uniti (bandiera) | GA    | Doug Christie     | 1970 | 198  | 91   |
| 2  | Stati Uniti (bandiera) | GA    | Stacey Augmon     | 1968 | 198  | 93   |
| 3  | Stati Uniti (bandiera) | G     | Steve Francis     | 1977 | 191  | 88   |
| 4  | Stati Uniti (bandiera) | AC    | Tony Battie       | 1976 | 211  | 104  |
| 5  | Stati Uniti (bandiera) | G     | Cuttino Mobley    | 1975 | 193  | 86   |
| 7  | Stati Uniti (bandiera) | A     | Michael Bradley   | 1979 | 208  | 111  |
| 7  | Stati Uniti (bandiera) | G     | Mark Jones        | 1975 | 198  | 98   |
| 8  | Stati Uniti (bandiera) | A     | Pat Garrity       | 1976 | 206  | 108  |
| 9  | Stati Uniti (bandiera) | G     | DeShawn Stevenson | 1981 | 196  | 95   |
| 11 | Stati Uniti (bandiera) | G     | Andre Barrett     | 1982 | 178  | 78   |
| 12 | Stati Uniti (bandiera) | C     | Dwight Howard     | 1985 | 211  | 109  |
| 13 | Stati Uniti (bandiera) | C     | Kelvin Cato       | 1974 | 211  | 116  |
| 14 | Stati Uniti (bandiera) | G     | Jameer Nelson     | 1982 | 183  | 86   |
| 15 | Turchia (bandiera)     | A     | Hidayet Türkoğlu  | 1979 | 208  | 100  |
| 33 | Stati Uniti (bandiera) | A     | Grant Hill        | 1972 | 203  | 102  |
| 34 | Stati Uniti (bandiera) | A     | Brandon Hunter    | 1980 | 201  | 118  |
| 41 | Croazia (bandiera)     | C     | Mario Kasun       | 1980 | 216  | 118  |
| 55 | Stati Uniti (bandiera) | AC    | Andrew DeClercq   | 1973 | 208  | 104  |

## Staff tecnico
- Allenatori: Johnny Davis (31-33) (fino al 16 marzo)[1], Chris Jent (5-13)
- Vice-allenatori: Chris Jent (fino al 16 marzo), Morlon Wiley, Clifford Ray, Paul Westhead, Ron Ekker (fino al 16 marzo)

### Arrivi/partenze
Mercato e scambi avvenuti durante la stagione:
Arrivi
| N° | Naz.                   | Ruolo | Sportivo      |  | Alt. |  |
| -- | ---------------------- | ----- | ------------- |  | ---- |  |
| 1  | Stati Uniti (bandiera) | G     | Doug Christie |  |      |  |
| 11 | Stati Uniti (bandiera) | P     | Andre Barrett |  |      |  |

Partenze
| N° | Naz.                   | Ruolo | Sportivo        |  | Alt. |  |
| -- | ---------------------- | ----- | --------------- |  | ---- |  |
| 5  | Stati Uniti (bandiera) | G     | Cuttino Mobley  |  |      |  |
| 7  | Stati Uniti (bandiera) | AG    | Michael Bradley |  |      |  |

## Premi e onorificenze
- Grant Hill vincitore del NBA Sportsmanship Award
- Dwight Howard incluso nell'All-Rookie First Team
- Jameer Nelson incluso nell'All-Rookie Second Team